# Дело Можаровских

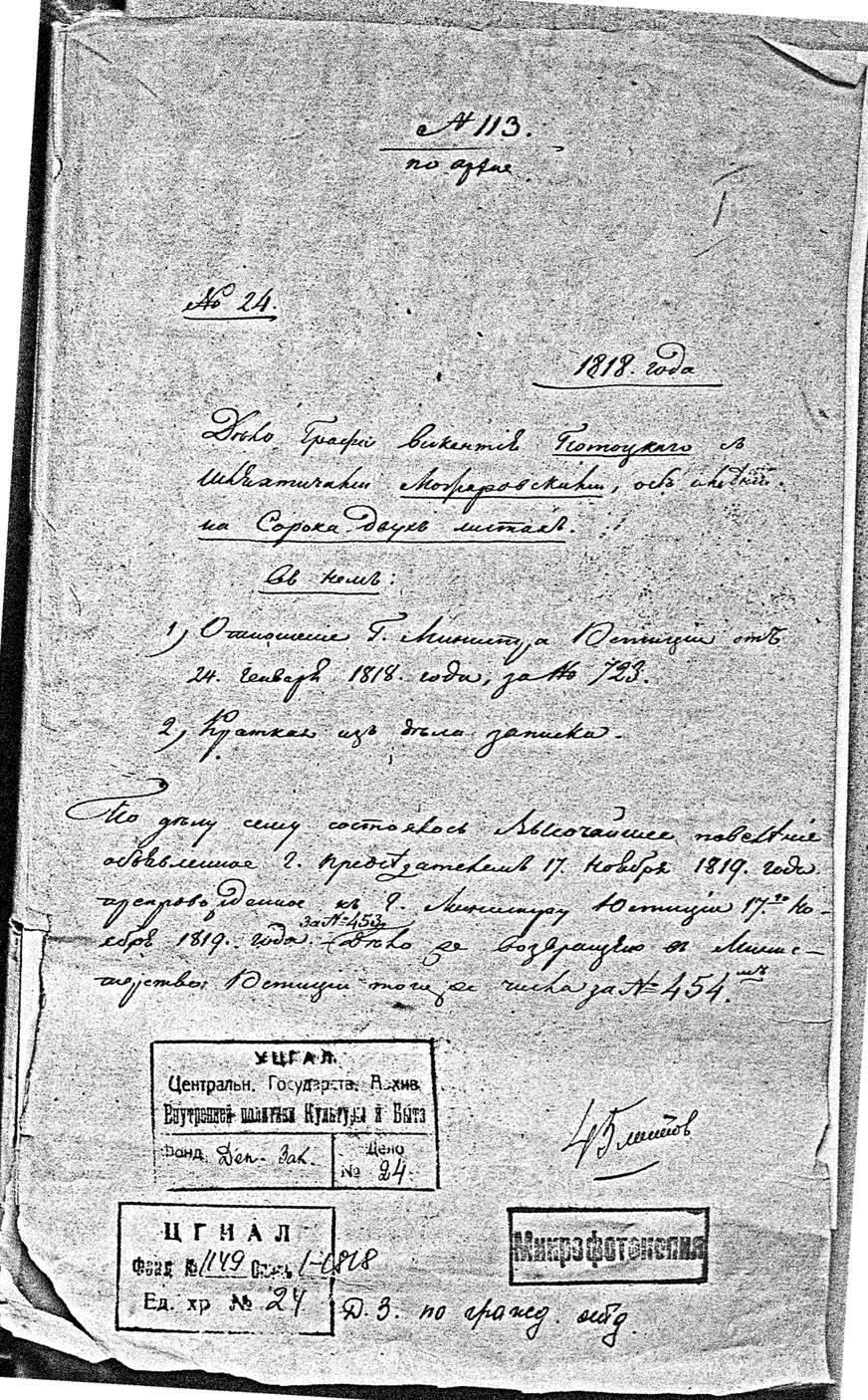
Дело графа Викентия Потоцкого с шляхтичами Можаровскими, 1818 год (РГИА, Фонд № 1149, Оп. 1, т. 1. Дело № 24, Листов 45).

Де́ло Можаро́вских — судебный процесс (1753—1819) по делу Виленского капитула и его правопреемника графа Викентия Потоцкого с шляхтичами Можаровскими о праве владения имением «Каменщизна», расположенном в Овручском и Мозырском поветах. Дело это производилось первоначально в Овручском гродском суде и других судах и трибуналах, а потом состоявшеюся 12 ноября 1773 года, конституциею, велено было Сеймом рассмотреть и объяснить его для назначенной в Варшаве Сеймовой комиссии. По поступлении дела в комиссию и после его рассмотрения, она 7 июля 1774 года приняла своё решение. В 1805 году Главный суд Волынской губернии принял определение по этому делу, а после апелляционной жалобы графа Потоцкого, 11 ноября 1808 года последовало Высочайшее повеление, чтобы это дело рассмотреть во всех частях и решить немедленно в Общем Собрании первых трёх департаментов Правительствующего Сената. В 1819 году после рассмотрения в Сенате дело по разногласию передано в Государственный совет Российской империи, который выдал в этом деле своё окончательное решение.

## Обстоятельства дела Можаровских

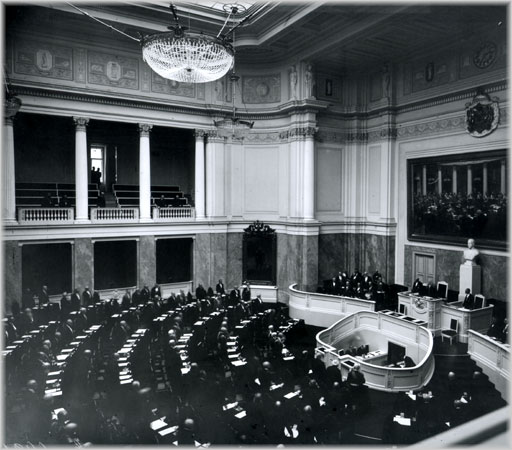
Заседание Государственного совета в Мариинском дворце

В 1774 году Сеймовою конституциею, Виленскому капитулу было разрешено продать его фундушевое имение, Каменщизну, а вместо него купить за 800 тысяч злотых другое, близлежащее к монастырю имение. На этом основании Каменщизна была продана епископу Массальскому, а от него это имение перешло к его племяннице, графине де-Линь, а потом, к графу Потоцкому, после брака с ней.
Можаровские, начав свой иск ещё в 1753 году доказывали, что Виленский капитул захватил имение Каменщизну неправильно, и что оно, по имеющимся документам, должно им принадлежать, и приводили из этих документов следующие объяснения:
«Можаровские происходят от Ивана Володимировича; ему пожалована была земля Смольняная, в которой находится теперь имение Каменщизна. Он имел трёх сыновей: Александра-Гаврилу, Мартына и Семёна. По смерти его, земля эта осталась во владении его жены, а король польский Казимир грамотою 7004 года, утвердил её за сыном их Семёном. Последний, вступив во владение той земли, поселил на ней деревни Можарычи, Каменец и Новый-дворец, и от слова литовского „Мойжа“, которое означало „двор“, он стал называться Можайским. После того, это название переменилось в название Можаровских, от села Можаръ. Семён умер безпотомно; по его смерти земля с деревнями досталась его племяннику, происходившему от брата Александра-Гаврилы — Андрею и за ним утверждена грамотою короля Владислава III в 1436 году. Когда же Андрей умер безпотомно, то упомянутым имением владела жена его, княгиня Авдотья Можайская. В это время брат её мужа, Семён Александрович, выпросил в великого князя Александра вышеупомянутую грамоту 7004 года, из-за чего княгиня Авдотья Можайская продала было третью часть того именья воеводе Гаштольду. Но эта продажа не была действительной, так как княгиня имела лишь пожизненное право на имение. После её смерти имение досталось по праву наследства, сыну Семёна Александровича, Гавриле Можаровичу, который вступив в брак с Анною Андреевою Солтановною, прижил с ней четырёх сыновей: Андрея, Степана, Ивана и Афанасия и перед смертью своею поручил их и жену свою в опеку епископу Жмуйдскому, а он умирая передал эту опеку епископу Киевскому Солтану. В это время Виленский капитул, пользуясь малолетством наследников Гаврилы Можаровича и небрежностью опекунов, присвоил часть Каменщинского их имения, присоединив её к Убортской своей волости и изобрёл способы к присвоению остального. Однако, наследники Гаврилы Можаровича, на основании вышеупомянутых документов, владели селом Можарами до 1659 года и далее, и о насильном присвоении Виленским капитулом Каменщинского имения, и после того года, были подаваемы от них многие жалобы, но в 1684 году Овручские акты сгорели, и иметь их невозможно. Виленский капитул присоединил после этого к Каменьщизне и село Можары, насылая на их домы вооружённых людей, и причинял им разные обиды.»

## Решение Сеймовой комиссии по делу Можаровских
По протесту со стороны Можаровских и по возражением на него Виленского капитула, дело это производилось первоначально в Овручском гродском суде и других судах и трибуналах, а потом состоявшеюся 12 ноября 1773 года, конституциею, велено было Сеймом рассмотреть его и объяснить его для назначенной в Варшаве Сеймовой комиссии.
По поступлении дела в комиссию и после его рассмотрения, она своим определением от 7 июля 1774 года заключила следующее: «Как по грамотам Виленскому капитулу данным, имел он бесспорное владение до соединения Литвы с короною, и после него, то по тех грамотах, и по силе конституции о соединении Литвы с короною, равным образом, по Литовскому статуту 3 раздела, артикулов 2 и 43 обеспечивающих таковое владение даже без всяких крепостей, имение Каменщизну, со всеми принадлежащими к нему селениями, оставить во всегдашнем владении Виленского капитула, а называющихся шляхтичами Можаровскими, признать принадлежащими к тому имению крестьянами, потому что, все те документы, на которых они основывают шляхетское своё происхождение и принадлежность им имения Каменщизны, оказались, или служащими другим фамилиям, или подделаными и никакого вероятия не заслуживающими.»
В 1780 и 1784 годах, Киевское дворянство, в данных отправлявшимся на сейм депутатам наставлениях, поручило стараться, чтобы решение по этому делу состоявшееся, было уничтожено и село Можары отдано Можаровским. Этих постановлений было в деле две выписки из книг Житомирских и Луцких, представленные Можаровскими.

## Рассмотрение дела в Волынском главном суде

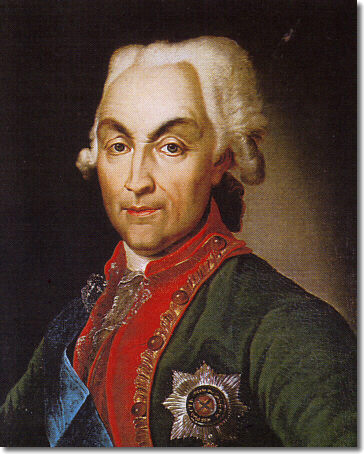
Генерал-фельдмаршал князь Репнин, Николай Васильевич

В 1797 году всеподданейшее прошение Фёдора Можаровского, о насылании графом Потоцким на его жительство людей и причинении им обид и насилий, препровождено было, по высочайшему повелению, к бывшему Литовскому генерал-губернатору, князю Репнину, а от него к Волынскому гражданскому губернатору. Вследствие этого, о доставлении Можаровскому законного удовлетворения, дано было предложение Волынскому главному суду, который предоставил Можаровским, в претензии их к имению Каменщизне, ведаться с графом Потоцким, судом по форме.
От Можаровских и от графа Потоцкого, кроме прежних, представлены были в главный суд ещё другие документы и обоюдные возражения, служащие к подкреплению их прав. По рассмотрению этого дела, Волынский главный суд вынес в 1805 году определение.

## Определение Волынского главного суда по делу Можаровских
Два депутата, Прушинский и Гродецкий, признавая все предъявляемые со стороны Виленского капитула грамоты не существующими и подделаными, а права шляхтичей Можаровских на имение Каменщизну действительными и сомнению не подлежащими; нынешних же истцов Можаровских наследниками князя Гаврилы Можайского, полагали: 1 депутат, родословную и происхождение их, от Александра Гавриловича Володимировича Можайского, утвердить, и дворянское достоинство, общее с княжеским титулом, им возвратить: 2 депутата, имение Каменщизну, со всеми деревнями и принадлежностями, отдать во владение их Можаровских, с отчётом, за провладение с 1754 года (со дня начатия этого дела), а за причинённые насилия, предоставить им на Виленском капитуле иск.
Советник того суда, Червинский, полагал, Можаровских признать шляхтичами, а имение Каменщизну, за пропущением ими, на отыскание его, многих давностей, оставить во владении графа Потоцкого, а депутат Домбровский, что главный суд не вправе входить в рассмотрение решения Сеймовой комиссии, но дело это следует предоставить решению Правительствующего Сената.
На вышеупомянутое определение, учинённое двумя депутатами и объявленное обеим сторонам, поверенный графа Потоцкого жаловался, по апелляции, третьему департаменту Правительствующего Сената, и по его жалобе, дело было истребовано в этот департамент апелляционным порядком.

## Дело Можаровских в Общем СобранииСената
11 ноября 1808 года последовало Высочайшее повеление, чтобы это дело рассмотреть во всех частях и решить немедленно в Общем Собрании первых трёх департаментов Правительствующего Сената.
В исполнение этого, Общее Собрание Сената, приступив к рассмотрению этого дела, нашло, что оно заключает в себе следующие главные обстоятельства:
1. Граф Потоцкий доказывает, что имение Каменщизна пожаловано было Виленскому капитулу, на фундуш костёла святого Станислава, от князей Литовских, по грамотам 1415, 1430 и 1500 годов. Грамоты эти к делу представлены; первая в подлиннике, заключающемся в небольшом отрывке, не означающем на какое имение она дана, а две последние — в выписах, взятых из книг гродских Виленских и из метрики коронной, по записании подлинных в эти книги в 1773 году, с которых видно, что первая из них дана от короля польского и великого князя литовского Владислава, в местечке Троках, в присутствии Виленского воеводы Гедыговода, на утверждение владений Виленского капитула, имениями от Великого князя литовского, Александра Витольда пожалованными, и по замене с ним доставшихся капитулу имений Куберца, Кюменя и Каменца; а вторая от великого князя литовского Александра в городе Вильне, в присутствии Виленского воеводы Николая Радзивиловича и маршала Григория Осцековича, на утверждение во владение капитула, в числе прочих имений, имения, или Каменецкой вотчины в Киевской земле состоящей, селений: Бигумия, Литвина, Цуликович, Торина, Козарович, Залеского, Тинного, Мирян, Войкович, Вязовляня и Плещенич. Эти грамоты Можаровские, называя поддельными, доказывают польскою историею, что в 1430 году Виленским воеводою был не Гедыговод, а Долгерт, и что воевода Радзивилович и маршал Осцекович, с 1499 по 1502 год, находились в Москве, в плену, следственно, при выдаче этих грамот, быть не могли. Из документов же представленных со стороны его, графа Потоцкого, в доказательство владения Виленского капитула имением Каменщизною, по означенным грамотам, с 1779 года видно, что в указе короля польского Сигизмунда III, данном 1592 года, об освобождении имения Каменщизны от податей, показано сие имение состоящим во владении Виленского капитула, по праву приобретения, а в определении Любельского трибунала, последовавшем 22 мая 1595 года, на указ королевский, о увольнении виленского капитула от платежа с имения Каменщизны чоповой подати, назван капитул этот только временным владельцем. В бывшее размежевание Киевского воеводства с княжеством Литовским, на границе которых состоит имение Каменщизна, в 1598 и 1613 годах Виленский капитул прося об отмежевании его к княжеству Литовскому, представлял на означенное имение в бывшую для такого размежевания комиссию, жалованые грамоты 1387, 1412 и 1430 годов. При утверждении сделанной этой комиссией между Киевским воеводством и Литовским княжеством межи, состоялось сеймовое решение 1625 и конституции 1631 и 1641 годов, в которых сказано следующее: утверждаем между Киевским воеводством и Литовским княжеством межу, по последнему положению межевой комиссии, с тем, чтобы имение Виленского капитула, Каменщизна и Уборть, яко в древние времена, к княжеству Литовскому принадлежавшее, подсудно было того же княжества Литовского Мозырскому повету. После всего того, когда Можаровские начали процесс о принадлежности им этого имения и требовали от капитула предъявления прав на него, то он, умалчивая, вовсе о предъявленных им в бывшие размежевания Киевского воеводства с Литовским княжеством, жалованых грамотах, предъявил в Сеймовую комиссию, рассматривавшую дело в 1774 году, предъявленные ныне со стороны графа Потоцкого грамоты, в подлинниках, из коих в грамоте 1500 года, между прочими вышепоказанными, в выписи сей грамоты селениями, показано было и село Можары.
2. Шляхтичи Можаровские в начале этого дела, 1 сентября 1753 года поданым в овручский гродский суд протестом, жаловались на Виленский капитул, что он в 1739 году насылал на имение их Можары людей, и принуждал их отречься от имения и от шляхетского звания. В 1754 году Можаровские позывали капитул в Люблинский трибунал и в коронный асессорский суд, требуя предъявления прав его на село Можары, отдачи им его с отчётом провладения, и принятия от них сумы, ежели ему какая за него следует. Впоследствии, увидя из представленных капитулом в коронный асессорский суд документов, что он почитает село Можары принадлежащим к имению Каменщизне, и на утверждение за собою его представлял одну только грамоту 1500 года, которую они доказывают подделаною, начали простирать иск свой на всё имение Каменщизну, и основываясь на грамотах 6900, 7004 и 1525 годов, данных от королей польских и великих князей литовских, Семёну Ивановичу Володимировичу, Семёну Александровичу и воеводе Гаштольду, на утверждение за ними разных имений, и на прочих, со стороны их в немалом количестве предъявляемых документах, доказывали происхождение написанного в грамоте 1525 года бездетно умершего князя Андрея Можайского, от показанных в грамоте 6900 года Ивана и Семёна Володимировичев. Упомянутому же князю Андрею Можайскому полагали родным братом, написанного в грамоте 7004 года, Семёна Александровича, а от него происходящим, предка их, князя Гаврилу Можаровича, и имение Каменщизну, перешедшим к этому Гавриле Можаровичу, от князя Андрея Можайского, наследственным правом; но Виленский капитул завладел им, по присвоенной ему над детьми этого Гаврилы Можаровича опеке с 1533 года. Когда же сеймовая комиссия признала написанных в грамоте 6900 года Ивана и Семёна Володимировичев князьями Острожскими, а показанного в грамоте 7004 года князя Семёна Александровича князем Чарторыйским, прочие же документы к фамилии Можаровских подделаными, а владеемое князем Андреем Можайским имение перешедшим к князю Соломерецкому, то они, Можаровские, соглашаясь с тем, что грамоты 6900 и 7004 годов фамилии их не служат, и, не представляя всех признанных комиссиею подделаными документов, а объявляя только присягу, что они их не подделывали, представляют ныне совсем другую, против прежней, родословную, начиная уже род князей Можайских, не от Ивана, как прежде показывали, а от Александра Гавриловича Володимировича, доказывают имение, владеемое князем Андреем Можайским, дошедшим к предку их, Гавриле Можаровичу, по купчей от князя Соломерецкого. Из купчей той, данной в 1529 году, представляют выпис из книг гродских Овручских, сгоревших в 1684 году. Граф же Потоцкий доказывает, что она подделаная и не заслуживает никакого вероятия, потому, что она показана явленною в тех книгах, в 1564 году, слишком через 30 лет, а в тогдашнее время все таковые сделки, вместе узаконенного ныне в польских губерниях, личного признания перед судом, утверждаемы были королевскими грамотами.
3. Существование князя Андрея Можайского и владение им разными деревнями такового названия, какие ныне находятся во владеемом графом Потоцким имении Каменщизне, доказывается неоспоренною с обеих сторон записью князя Соломерецкого, учинённою с племянницами жены помянутого князя Андрея Можайского, Гневошовичевою и Тышкевичевою, на уступку ему разных деревень, но были ли у него братья, или другие какие родственники, из сей записи не видно. Все прочие же документы, коими Можаровские доказывают родным племянником Андрею Можайскому Гаврилу Можаровича и происхождение их от него, а совместно с тем и принадлежность им имения Каменщизны, заключаются в выписях из таких книг, которых не имеется; а граф Потоцкий доказывает подделку их собственными Можаровских жалобами 1773 и 1780 годов, на шляхтича Егора Мочарского, что он, взяв служащие им на имение Можары документы, к производству дела с Виленским капитулом, многие из них пофальшивил, для помещения себя в их родословную и сверх того повыдумивал разные крепости, и с них выписи из таких книг, коих не имеется, и дабы они старыми показались, салом намазывал и соломою подкуривал.
4. Виленский капитул, при начатии Можаровскими в 1753 году этого дела, в коронных присутственных местах, требуя их к ответу в Литовский трибунал, называл их взбунтовавшимися крестьянами села Можаръ, но в данных им от покойного короля польского Станислава-Августа, за подписанием руки его, охранительных грамотах 1754 года августа 21, 1758 года августа 15, 1768 года марта 7, 1771 года августа 9; в инструкциях данных избранным на сейм посланникам от дворян Волынского и Киевского воеводства 1756 года августа 23, 1780 года августа 21 и 1784 года августа 16; в определении коронного асессорского суда, силу закона имеющем, 1757 года декабря 1; писаны они шляхтичами и владельцами села Можаровки.

## Заключение и резолюция Сената по делу Можаровских

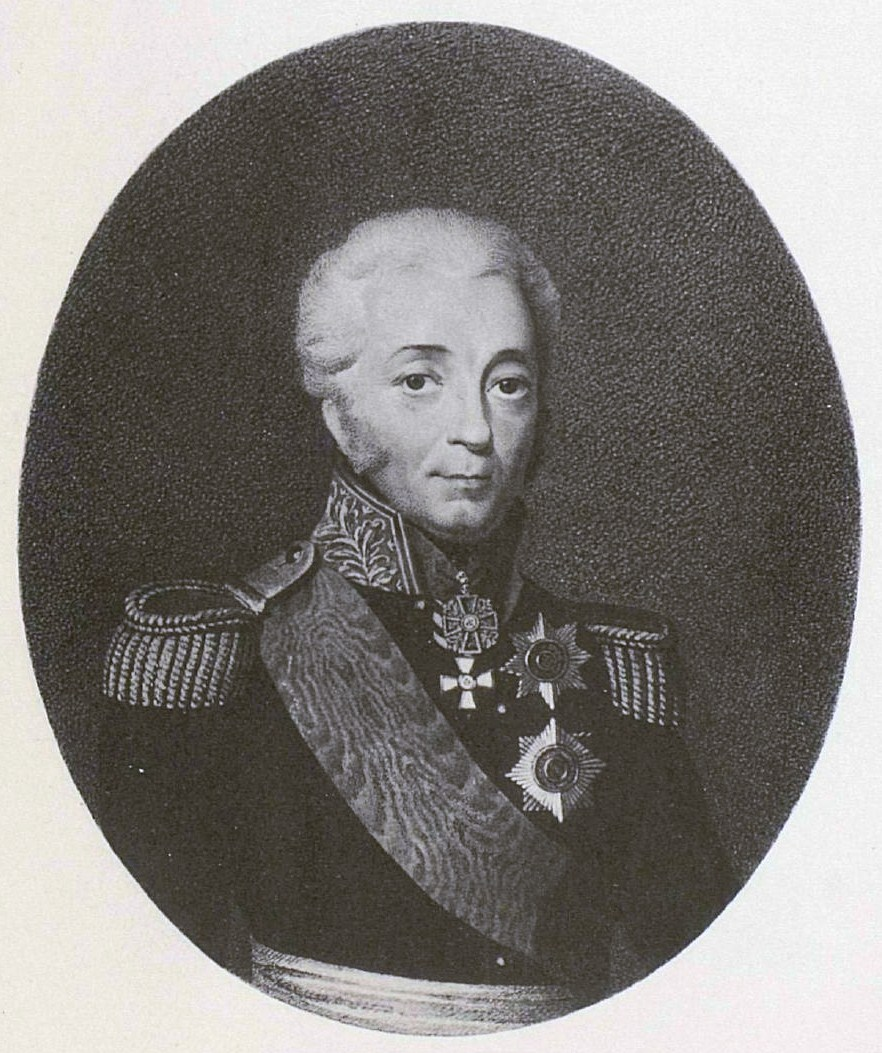
Министр юстиции князь Лобанов-Ростовский

По соображении всех сих обстоятельств, Общее Сената Собрание заключило:
«Как первоначальная дача спорных поместий, по делу сему, основана на самой отдалённой древности, так что по показанию самих тяжущихся, первые на оныя привиллегии, или грамоты, даны были ещё в 1387 и последующих годах, а представленные с обеих сторон, на право каждого доказательства, так перепутаны, иные подозрительны и одни другим противоречат, что нельзя из них извлечь ясного и законного основания, то всего вероподобнее из сего определить бы можно, что оное имение, быв в роде князей Можайских, по смерти законных владельцев, осталось выморочным и потом подверглось завладению, с давних лет, Виленского капитула. Но поелику сей капитул владеет сказанным имением не одно уже столетие, что подтверждается представленными от него к делу документами, а Можаровские тяжбу на присвоение себе того имения начали с 1753 и 1754 годов, не имея притом и на принадлежность им онаго законных, неоспоримых доказательств; сверх сего и поданые от них родословные, одна в бывшую сеймовою комиссию, а другая в Волынский главный суд, между собою в именах первых вотчинников князей Можайских от них происшедших лиц, большую составляют разность, да и обе явно открывают свою неосновательность в том, что от времени первого приобретателя отыскиваемого имения до нынешних просителей, в течение слишком четырёх столетий, в них восемь только означается нисходящих поколений, то Общее Сената Собрание единогласно полагало: по провладении капитулом имением сим в продолжении стольких давностей, оставить оное навсегда в настоящем его положении, то есть, по продаже от капитула, конституциею 1774 года дозволенной и таковою же потом в 1775 году подтверждённой за нынешним владельцем, графом Потоцким, исключив однако из онаго семейства просителей Можаровских, с их дворами и поныне владеемою ими землею, коих и оставить в прежнем шляхетском их звании. Что же касается того, что за признанием их в шляхетском достоинстве, выводят они своё родоначалие от князей Можайских, неосновательность чего, как выше значится, и представленные от них родословные изобличают, то в том им отказать.
Министр юстиции (князь Лобанов-Ростовский), в данном 10 октября 1817 года Правительствующему Сенату предложении, изъяснял, что он соглашается с означенною резолюциею Правительствующего Сената Общего Собрания, исключая только то, помещённое в оной, предположение, что означенное имение, быв в роде князей Можайских, по смерти законных владельцев, осталось выморочным и завлажено потом, с давних лет, Виленским капитулом, какового заключения, по всем актам капитула, сделать нельзя, потому что на право владения тем имением имел он грамоты, которых по протечении четырёх столетий, и следственно за древностью и давностью времени удостоверить теперь нет возможности; однако же и о насильном завладении им заключить нельзя. За сим, согласно с тою резолюциею, имение Каменщизну, с принадлежностями, единственно по древнему владению, которое по узаконениям, заменяет уже самые доказательства, оставить навсегда в настоящем его положении, то есть по продаже от капитула, конституциею 1774 года дозволенной и таковою же потом в 1775 году подтверждённой за нынешним владельцем, графом Викентием Потоцким, изъемля однакож из онаго просителей Можаровских и их семейства, коих с дворами их и поныне владеемою ими землею оставить в прежнем шляхетском им звании; а в притязании их на княжеское достоинство, по недоказательству ими происхождения своего от рода князей Можайских, им отказать и о том поднести Его Императорскому Величеству всеподданейший рапорт.»

## Слушанье дела в Государственном Совете
А как из числа давших по сему делу резолюцию, девять Сенаторов, с предложением согласились, а от семи мнений отобрано не было, а именно у четырёх за смертью; у двух за увольнением от службы; а у одного за увольнением в отпуск, то по несоставлению положенного законом большинства голосов, двух третей, для окончательного решения, дело внесено в Государственный Совет.
13 ноября 1818 года после внесения Министром юстиции, за разногласием, из Общего Собрания Правительствующего Сената, в Государственном Совете начались слушанья дела графа Викентия Потоцкого с шляхтичами Можаровскими, о имении «Каменщизна» называемом.
После проведённых слушаний и детального рассмотрения обстоятельств дела, Государственный Совет, в Департаменте Законов, по гражданскому отделению, находил по сему делу правильным и с законами сообразным заключение Правительствующего Сената, большинством голосов принятое, а потому и полагал, оное утвердить во всей его силе.
18 августа 1819 года заключение Департамента в Общем Собрании Государственного Совета утверждено и Высочайше утверждено 23 октября 1819 года.